# 北海道道1091号泉沢新千歳空港線
北海道道1091号泉沢新千歳空港線（ほっかいどうどう1091ごう いずみさわしんちとせくうこうせん）は、北海道千歳市内を苫小牧市経由してを結ぶ一般道道（北海道道）である。別名「空港泉沢大通」と呼ばれる。

## 概要
千歳市の泉沢地区・向陽台団地や千歳臨空工業団地と新千歳空港を直結する目的で建設された。
2013年（平成25年）8月の道央自動車道新千歳空港IC開業により、道央自動車道と空港との主要な連絡道路に位置づけられる。
道道支笏湖公園線交点まで起点を延長する構想がある（工事は未着工）。

### 路線データ
- 起点 : 北海道千歳市福住4丁目
- 終点 : 北海道千歳市平和（新千歳空港）
- 総延長：9.848 km
- 実延長：8.648 km
- 重用延長：1.200 km

### 道路管理者
- 空知総合振興局 札幌建設管理部 千歳出張所
- 胆振総合振興局 室蘭建設管理部 苫小牧出張所

## 歴史
- 1990年（平成2年）10月24日 - 路線認定[1]。
- 2005年（平成17年）12月20日 - 千歳市平和と苫小牧市字美沢（道道130号交点）の間が開通。

## 路線状況

### 重複区間
- 北海道道130号新千歳空港線（苫小牧市字美沢 - 千歳市平和）

## 地理

### 通過する自治体
- 石狩振興局
  - 千歳市
- 胆振総合振興局
  - 苫小牧市

### 交差する道路
千歳市
- 北海道道1175号新千歳空港インター線 - 平和

苫小牧市
- 北海道道130号新千歳空港線 - 字美沢

### 沿線にある施設など
千歳市
- ハヤブサ公園